# Webhelp
Webhelp war ein Outsourcing-Unternehmen für technische Beratung, Kundenerfahrung und Geschäftsprozesse mit Hauptsitz in Paris.
Am 25. September 2023 schlossen sich Webhelp und Concentrix zusammen und operierte vorübergehend unter Concentrix + Webhelp. Am 22. April 2024 wurde Concentrix als finaler Unternehmensname bekanntgegeben.

## Geschichte
Webhelp ist ein globaler BPO-Anbieter, der sich auf technische Beratung, Geschäftsprozessmanagement und Kundenerfahrung in einer Reihe von digitalen, sozialen und traditionellen Sprachkanälen spezialisiert hat.
Webhelp wurde im Juni 2000 von Frédéric Jousset und Olivier Duha gegründet und bot ursprünglich einen Online-Hilfsdienst in Echtzeit für Neulinge an. Anschließend wurde der Call-Center-Betrieb gestartet und es wurden Hotline-Dienste (Helpdesk), Informationstechnologie-Support sowie E-Mail- und Briefbearbeitungslösungen bereitgestellt.
Mit einer globalen Präsenz in rund 35 Ländern, 140 Standorten und mit 50.000 Mitarbeitern bietet Webhelp Geschäftsprozessmanagement und ausgelagerte Services für circa 500 Kunden wie Sky, Vodafone, Shop Direct, Bouygues, DirectEnergie, KPN und AXA.
Webhelp steigerte seinen Umsatz zwischen 2011 und 2015 um 265 %, indem es sich auf transformatives Outsourcing, Omnichannel-Engagement und Datenanalyse konzentrierte.

## Entwicklung
Im Jahr 2011 erwarb das in London ansässige Private-Equity-Unternehmen Charterhouse Capital Partners eine bedeutende Beteiligung an dem Unternehmen.
Im Februar 2013 gab die Gruppe den Kauf von HEROtsc in Falkirk bekannt, einem hinduistischen Kontaktzentrum der Hero Group. In Schottland beschäftigt das Unternehmen rund 2.000 Mitarbeiter an sechs Standorten, rund 900 am Standort Cardiff und ca. 3.800 an vier Standorten in England.
SNT Nederland B.V., Amersfoort, das in den Niederlanden ansässige Contact Center in Amsterdam und die Private-Equity-Firma NEON wurde im Februar 2014 von Webhelp übernommen. Das Unternehmen beschäftigte 3.500 Mitarbeiter an sieben niederländischen Standorten und einem Standort in Paramaribo, Suriname.
Im Jahr 2015 erwarb Webhelp Teile von Walter Services mit Sitz in Deutschland, Italien und der Tschechischen Republik, das auf OnLine basiert, und CSM mit Sitz in der Schweiz. Das Unternehmen übernahm weiterhin Callpex, ein Kundenmanagementunternehmen mit Sitz in der Türkei.
Im selben Jahr gab Webhelp bekannt, dass es eine Vereinbarung mit KKR als neuen Investor und Finanzpartner geschlossen hat. Das Webhelp-Management-Team wurde neben KKR zum kontrollierenden Aktionär, während Charterhouse Capital Partners nach über vier Jahren erfolgreicher Zusammenarbeit mit dem Unternehmen zurücktrat. Die Transaktion wurde im Jahr 2016 abgeschlossen.
Im Juni 2016 übernahm Webhelp GoExcellent, ein skandinavisches Kundenerlebnisunternehmen. GoExcellent verfügt über neun Zentren in Schweden, Finnland, Norwegen und Dänemark und beschäftigt 1.700 Mitarbeiter. Diese Akquisition ermöglichte den Start von Webhelp Nordic und erhöhte den für 2016 prognostizierten Umsatz von Webhelp auf schätzungsweise 1 Milliarde US-Dollar (725 Millionen Euro).
Ende 2016 übernahm Webhelp das in Paris ansässige Unternehmen Netino.
Im Jahr 2018 eröffnete Webhelp ein Callcenter in Tourcoing, das rund 300 Mitarbeiter beschäftigte.
Am 19. Juni 2018 gab Webhelp die Übernahme eines deutschen BPO-Riesen SELLBYTEL von Omnicom für einen nicht genannten Betrag bekannt. SELLBYTEL erzielte einen Umsatz von 300 Millionen Euro. 
Ab 2019 kaufte die Groupe Bruxelles Lambert einen Teil von Webhelp von ihrem ehemaligen Investor Kohlberg Kravis Roberts.
Das einstige H&M-Servicecenter in Nürnberg gehört seit Dezember 2022 zu Webhelp.